# Bengt Forslund

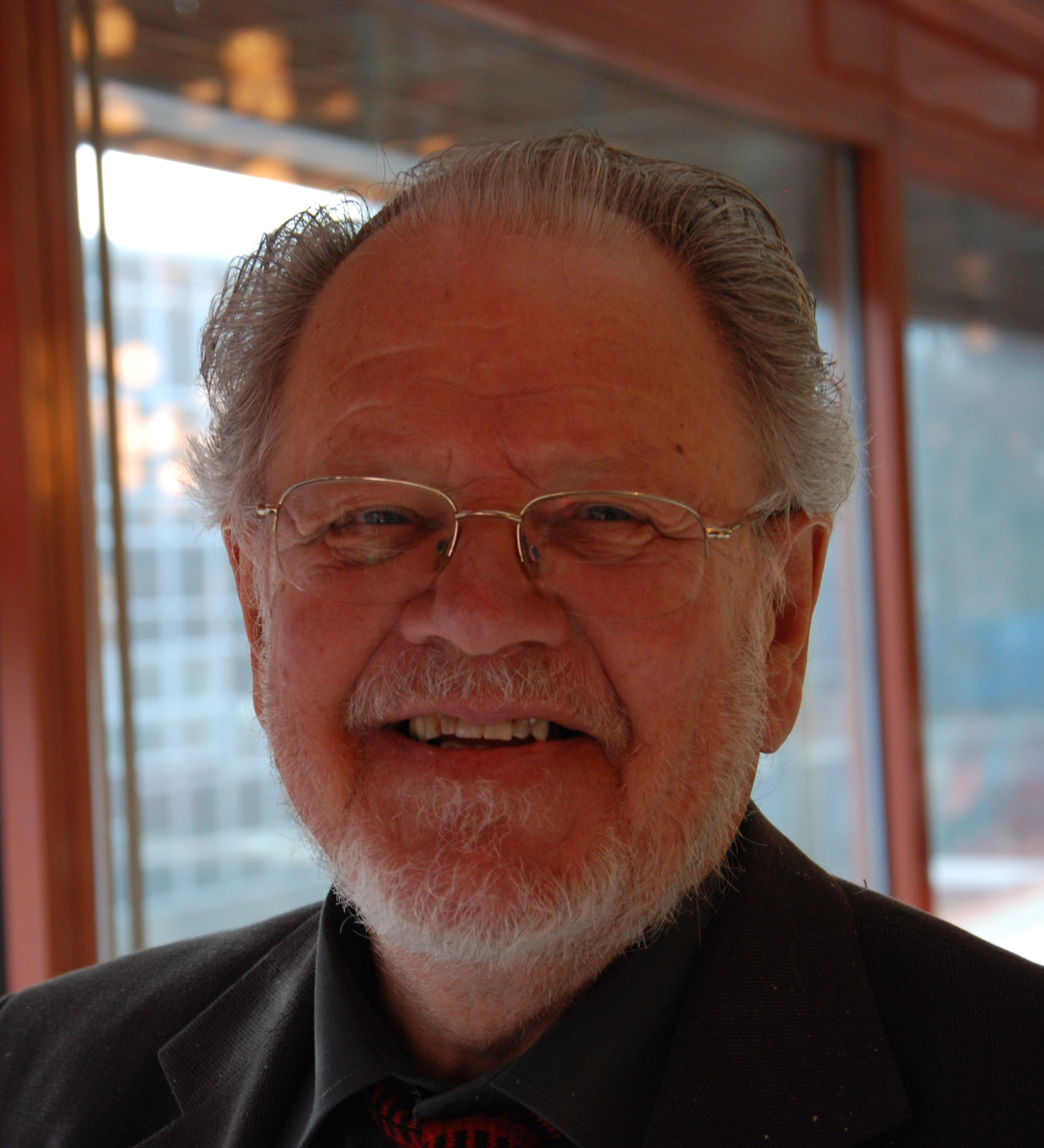
Bengt Forslund, 2012

Bengt Erik Forslund (* 22. Juni 1932 in Grödinge b. Stockholm) ist ein schwedischer Filmproduzent und Drehbuchautor.

## Leben
Forslund war 1965 als Drehbuchautor und Filmproduzent aktiv. Bei mehreren Produktionen, beginnend mit Hier hast du dein Leben aus dem Jahr 1966, arbeitete er mit dem Regisseur Jan Troell zusammen. Gemeinsam verfassten sie auch mehrere Drehbücher. Als Produzent war er bis einschließlich 1995 an mehr als 30 Produktionen beteiligt.
1971 verfasste Forslund zusammen mit Troell das Drehbuch für den Film Emigranten, den er auch produzierte. Für diesen Film war er 1973 in den Kategorien Bester Film und Bestes adaptiertes Drehbuch für den Oscar nominiert.

## Filmografie (Auswahl)
- 1966: Hier hast du dein Leben (Här har du ditt liv)
- 1968: Raus bist du (Ole dole doff)
- 1969: Made in Sweden
- 1969: Ein Traum von Freiheit (En dröm om frihet)
- 1971: Emigranten (Utvandrarna)
- 1971: Das neue Land (Nybyggarna)
- 1976: Privatdetektiv Agaton Sax (Agaton Sax och Byköpings gästabud)
- 1977: Das Spiel der Liebe und der Einsamkeit (Den allvarsamma leken)
- 1977: Die Tage mit Fanny (Måndagarna med Fanny, nur Produktion)
- 1980: Heimliche Ausflüge (Barnens ö, nur Produktion)
- 1991: Der Eisbärkönig (Kvitebjørn Kong Valemon, nur Produktion)